# Rafeu scrotal
Rafeul scrotal este acea încrețitură a crestei genitale ce continuă rafeul perineal. Este prezent de-a lungul scrotului și separă pe acesta în interior, prin septul scrotal, în cele două burse scrotale.